# Nate Burleson
Nathaniel Eugene „Nate“ Burleson (* 19. August 1981 in Calgary, Alberta) ist ein ehemaliger US-amerikanischer American-Football-Spieler und heutiger Moderator beim NFL Network. Er wurde im NFL Draft 2003 von den Minnesota Vikings in der dritten Runde als 71. Stelle ausgewählt. Burleson spielt auf der Position des Wide Receivers in der National Football League (NFL). Er ist der jüngere Bruder des Basketballspielers Kevin Burleson.

## Leben

### Jugend
Burleson spielte für die Mannschaft der Lindbergh High School in St. Louis, Missouri und wechselte später an die O’Dea High School in Seattle. In seinem Senior-Jahr an der High School wurde er von der Seattle Times zum City Athlete of the Year nominiert, konnte die Auszeichnung allerdings nicht gewinnen.

### College
Burleson spielte für die Nevada Wolf Pack von der University of Nevada, Reno. In seinem letzten College-Jahr 2002 führte er am Ende der Saison die Tabelle, für die meisten gefangenen Bälle, mit insgesamt 138 Catches an. Mit dieser Leistung steht er hinter Manny Hazzard von den Houston Cougars an zweiter Stelle der NCAA Liste für gefangene Yards im College. Er beendete seine College-Zeit mit insgesamt 248 gefangenen Bällen für 3.293 Yards und 22 Touchdowns.

## National Football League (NFL)
Burleson wurde in der NFL Draft 2003 von den Minnesota Vikings in der dritten Runde an 71. Stelle ausgewählt. In seinem ersten Jahr in der NFL war Burleson in neun von 16 Spielen als Starter aufgestellt worden, konnte insgesamt 29 Bälle für 455 Yards fangen und erzielte dabei zwei Touchdowns. Die zweite Saison von Burleson wurde seine bislang erfolgreichste. Er fing 68 Bälle für 1.006 Yards und neun Touchdowns und startete in 15 von 16 Spielen.
Im nächsten Jahr konnte Burleson seine Leistung nicht bestätigen und die Vikings tauschten ihn im Jahr 2006 zu den Seattle Seahawks. Sein erstes Jahr in Seattle war nicht gut. Er startete in sieben von 15 Spielen, fing aber nur 18 Bälle für 192 Yards. Er erzielte dabei aber immerhin noch zwei Touchdowns. Sein zweites Jahr in Seattle war besser. Er startete in zwölf von 16 Spielen und fing 50 Bälle für insgesamt 694 Yards und erzielte neun Touchdowns. In seinem dritten Jahr konnte Burleson aufgrund einer Verletzung nur ein Spiel bestreiten und fiel den Rest der Saison aus. In seinem vierten Jahr spielte Burleson solide. Er startete in zwölf von 13 Spielen und fing 63 Bälle für 812 Yards und erzielte drei Touchdowns.
Zur Saison 2010 wurde Burleson Free Agent und wurde am 5. März 2010 von den Detroit Lions für fünf Jahre verpflichtet. In Detroit sollte er den Wide Receiver Calvin Johnson unterstützen und als zweite Anspielstation für den jungen Quarterback Matthew Stafford fungieren.
Nach dem Ende seines Vertrages in Detroit schloss sich Burleson im April 2014 den Cleveland Browns an, um seine Karriere in der NFL fortzusetzen. Allerdings schaffte er nicht den Sprung in den 53er Kader und wurde vor Saisonbeginn entlassen.
Durch seine Schnelligkeit war Burleson auch ein gefährlicher Punt- und Kick-Returner. In seiner Karriere erlief er beim Puntreturn 1523 Yards und drei Touchdowns und beim Kickreturn 1268 Yards und einen Touchdown.

## Nach dem Football
Nach seinem Rücktritt engagierte ihn NFL Network für zwei Jahre. Zusätzlich verpflichtete Fox ihn als Analyst für zwei Vorbereitungsspiele der Detroit Lions.
Inzwischen gehört Burleson zum Moderationsteam der Show „Good Morning Football“ im NFL Network.